# جورج بارنز (سياسي بريطاني)
جورج بارنز (بالإنجليزية: George Nicoll Barnes)‏ هو مهندس ونقابي وسياسي بريطاني، ولد في 2 يناير 1859 في دندي في المملكة المتحدة، وتوفي في 21 أبريل 1940 في لندن في المملكة المتحدة. حزبياً، نشط في حزب العمال.

## مناصب
- في الانتخابات العامة في المملكة المتحدة 1906 [الإنجليزية]‏، انتخب عضو برلمان المملكة المتحدة الـ28 عن دائرة غلاسكو بلاكفرايرز وهوتشيسونتاون [الإنجليزية]‏ (12 يناير 1906 – 10 يناير 1910).
- في الانتخابات العمومية البريطانية في يناير 1910 [الإنجليزية]‏، انتخب عضو برلمان المملكة المتحدة الـ29 عن دائرة غلاسكو بلاكفرايرز وهوتشيسونتاون [الإنجليزية]‏ (15 يناير 1910 – 28 نوفمبر 1910).
- في الانتخابات العمومية البريطانية في ديسمبر 1910 [الإنجليزية]‏، انتخب عضو برلمان المملكة المتحدة الـ30 عن دائرة غلاسكو بلاكفرايرز وهوتشيسونتاون [الإنجليزية]‏ (3 ديسمبر 1910 – 25 نوفمبر 1918).
- في الانتخابات العمومية البريطانية 1918 [الإنجليزية]‏، انتخب عضو برلمان المملكة المتحدة الـ31 عن دائرة Glasgow Gorbals (UK Parliament constituency) [الإنجليزية]‏ (14 ديسمبر 1918 – 26 أكتوبر 1922).
- انتخب زعيم حزب العمال (المملكة المتحدة) (14 فبراير 1910 – 6 فبراير 1911).
- انتخب عضو مجلس الشورى البريطاني.
- انتخب وزير الدولة لشؤون العمل والمعاشات [الإنجليزية]‏ (10 ديسمبر 1916 – 17 أغسطس 1917).

## روابط خارجية
- جورج بارنز على موقع الموسوعة البريطانية (الإنجليزية)